# Gnathia maculosa
Gnathia maculosa is een pissebed uit de familie Gnathiidae. De wetenschappelijke naam van de soort is voor het eerst geldig gepubliceerd in 2009 door Ota, Y. & Hirose, E..